# Mars Exploration Rover

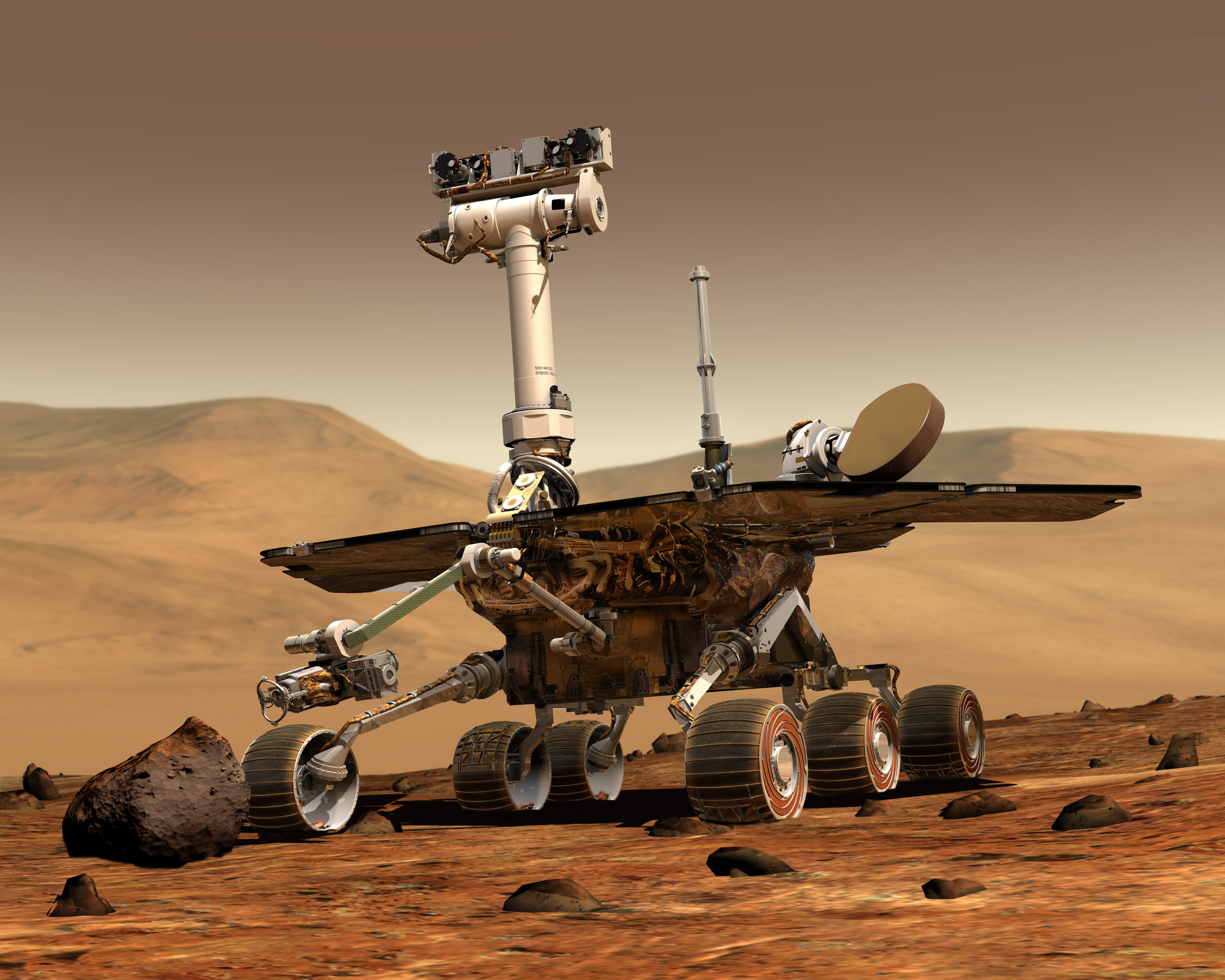
Mars Rover

Mars Exploration Rover este o misiune spațială concepută de NASA și începută în anul 2003 prin trimiterea a două rachete purtătoare pentru transportul a două vehicule de teren Rover — Spirit și Opportunity. Obiectul de cercetare al misiunii era cercetarea din punct de vedere geologic a suprafaței planetei Marte. Explorarea planetei este de fapt o continuare a lucrărilor de prospecțiune efectuate în anul 1976 de sondele spațiale Viking-Lander și în anul 1997 de Pathfinder. Misiunea numită Mars Exploration Rover a fost un succes din punct de vedere tehnic și științific, fiind planificat a fi dusă la bun sfârșit de două vehicule de teren automate numite în limbă engleză „rover”. Vehiculele, în afară de recoltarea probelor geologice, mai aveau misiunea de a depista cu ajutorul instrumentelor cu care erau dotate, prezența apei și eventual a vieții pe planeta Marte. Fiecare vehicul era dotat cu baterii solare care alimentau instrumente de măsură utilizate la analiza și fotografierea eșantioanelor de roci. Din cauza distanței mari dintre Pământ și Marte, vehiculele nu puteau fi dirijate de pe Terra, astfel fiind dotate cu un program inteligent care ocolea obstacolele de pe teren. Pentru prima oară, prin existența rocilor sedimentare, s-a constat acum existența anterioară apei lichide pe o altă planetă. La acest proiect au avut o contribuție importantă și cercetători germani.